# Tresor de Gazteluberri
El Tresor de Gazteluberri és un conjunt de 52 monedes, de diferents materials, enterrat a la fi del segle xvi o principis del XVII. Conté peces de Joana I, Felip II i Carles V dins d'una esquella, porten la seca de Sevilla. Ara com ara es troba al Museu Arqueològic Nacional d'Espanya, a Madrid amb el número d'inventari 233.

## Troballa
La seva descoberta va tenir lloc el 1960 per Juan Berasategui i Urquía i Eugenio Martín Zazo al Parzonería de Gazteluberri en el municipi de Segura (Guipúscoa).
L'entorn i la ubicació de la troballa semblen indicar que el tresor va ser enterrat en un moment d'inestabilitat amb la intenció de mantenir-lo segur, a causa d'això es vincula la seva pertinença a algun ramader o contrabandista.